# 伏生茶藨子
伏生茶藨子（学名：Ribes triste var. repens）为虎耳草科茶藨子属下的一个变种。

## 扩展阅读
- 維基物種上的相關：伏生茶藨子